# Radu Negru, Argeș
Radu Negru este un sat în comuna Călinești din județul Argeș, Muntenia, România.